# Buch, Neu-Ulm
Buch là một đô thị ở huyện Neu-Ulm bang Bayern thuộc nước Đức.